# Stefaniola bengalensis
Stefaniola bengalensis är en tvåvingeart som först beskrevs av Mani 1934.  Stefaniola bengalensis ingår i släktet Stefaniola och familjen gallmyggor. Inga underarter finns listade i Catalogue of Life.